# Emmanuel Korir
Emmanuel Kipkurui Korir (født 15. juni 1995) er en kenyansk atlet, der konkurrerer i mellemdistanceløb .
Han vandt guld for sit land på 800 meter under sommer-OL 2020 i Tokyo.